# 조인신
조인신(1980년 8월 14일 ~ )은 전 KBO 리그 롯데 자이언츠의 내야수이다. 당시 등번호는 13번이다.

## 출신학교
- 서울고명초등학교 (1993년 졸업)
- 잠신중학교 (1996년 졸업)
- 서울고등학교 (1999년 졸업)
- 건국대학교 (1999학번-2003년 졸업)